# Evolvulus magnus
Evolvulus magnus är en vindeväxtart som beskrevs av Helwig. Evolvulus magnus ingår i släktet Evolvulus och familjen vindeväxter. Inga underarter finns listade i Catalogue of Life.